# Podrujnica
Podrujnica falu Horvátországban, Dubrovnik-Neretva megyében. Közigazgatásilag Kula Norinskához tartozik.

## Fekvése
Makarskától légvonalban 53, közúton 73 km-re délkeletre, Pločétól légvonalban 13, közúton 21 km-re keletre, községközpontjától 4 km-re északnyugatra, a Kula Norinskát az A1-es autópályával összekötő 62-es számú főút mentén, a Rujnica-hegy alatt fekszik. Nevét is a fekvése alapján kapta. Több kis szétszórt településrészből áll, ezek az itt élő Krstičević, Prusac, Romić és Zloić családok nevét viselik.

## Története
A térség török uralom végével a 17. század végén 1694 körül népesült be. A lakosság döntően azoktól a betelepülőktől származott, akik a moreai háború idején érkeztek ide Hercegovinából Mate Bebić szerdár vezetése alatt. A lakosság kezdetben a magasan fekvő településeken élt, melyek a Rujnica-hegyen és annak lejtőin feküdtek. A 19. század végén és főként a 20. század elején a népesség elhagyta a hegyi településeket (köztük Rujnicát) és leköltözött a Neretva és a Norin-patak mentére, ahol új településeket hozott létre. Ekkor települt be a mai Podrujnica is. A településnek 1880-ban 87, 1910-ben 202 lakosa volt. 1918-ban az új szerb-horvát-szlovén állam, majd később Jugoszlávia része lett. 1931-ben a falunak 222 lakosa volt. A második világháború idején a Független Horvát Állam része volt. A háború után a település szocialista Jugoszláviához került. 1991-től a független Horvát Köztársaság része. 1992-ig közigazgatásilag Metković községhez tartozott. 1993. január 1-jén megalakult Kula Norinska község, melynek Podrujnica is a része lett. A településnek 2011-ben 135 lakosa volt, akik a bagalovići plébániához tartoztak.

## Népesség
| Lakosság változása | Lakosság változása | Lakosság változása | Lakosság változása | Lakosság változása | Lakosság változása | Lakosság változása | Lakosság változása | Lakosság változása | Lakosság változása | Lakosság változása | Lakosság változása | Lakosság változása | Lakosság változása | Lakosság változása | Lakosság változása |
| ------------------ | ------------------ | ------------------ | ------------------ | ------------------ | ------------------ | ------------------ | ------------------ | ------------------ | ------------------ | ------------------ | ------------------ | ------------------ | ------------------ | ------------------ | ------------------ |
| 1857               | 1869               | 1880               | 1890               | 1900               | 1910               | 1921               | 1931               | 1948               | 1953               | 1961               | 1971               | 1981               | 1991               | 2001               | 2011               |
| 0                  | 0                  | 87                 | 142                | 116                | 202                | 410                | 222                | 248                | 267                | 289                | 213                | 169                | 122                | 142                | 135                |

(1857-ben és 1869-ben lakosságát Desnéhez számították. 1921-ben hozzá számították Kula Norinska lakosságát is.)

## Nevezetességei
Szent Rókus tiszteletére szentelt kápolnája 2008-ban épült faragott kövekből. Elődje mely szintén Szent Rókusnak volt szentelve 1972-ben betonból épült. Felszentelését 1972. szeptember 10-én végezte Gugić püspök. A betonépület hosszúsága 8,  szélessége 4 méter volt. A mai templom 11 méter hosszú és 6 méter széles. Homlokzatán körablak, az oromzaton egy harang számára kialakított nyitott harangtorony látható, tetején kereszttel. Említésre méltó, hogy az egykori Rujnica falu kápolnája is Szent Rókusnak volt szentelve, ez azonban elhagyatva elpusztult, amikor a 20. század elején a lakosság elvándorolt a faluból.